# Water Babies
Water Babies (Brasil: O Paraíso dos Bebês) é um curta-metragem de animação da série Silly Symphonies, dirigido por Wilfred Jackson e lançado em 11 de maio de 1935. No Brasil, foi exibido com o título O Paraíso dos Bebês, conforme registrado em periódicos da época.
O curta apresenta bebês nus de aproximadamente 5 cm de altura brincando dentro e fora da água. Todos os bebês são idênticos, exceto pela cor do cabelo. A versão editada do desenho animado removeu algumas cenas que mostravam os bebês nus, consideradas inadequadas posteriormente. 
Em 1938, a Disney lançou uma continuação intitulada Merbabies. 

## Enredo
O curta começa com vários nenúfares se abrindo para revelar bebês adormecidos à beira da água. Eles despertam e saltam para a água, com exceção de um bebê relutante, que é questionado sobre sua hesitação. Os bebês brincam na água, e um deles é repetidamente mergulhado por outros dois. Esta cena foi removida na versão editada.
Logo após, uma trombeta soa e os bebês montam em cisnes, peixes e barcos feitos de folhas para alcançar uma ilha, onde se balançam em cipós e interagem com os animais. Em uma cena, três bebês montam em rãs e vestem roupas feitas de folhas. No final, os bebês retornam para os nenúfares, fazem uma oração e adormecem em seus canteiros de flores.